# Abbey Auto Engineering
Die Abbey Auto Engineering Co. Ltd. war ein britischer Automobilhersteller.

## Unternehmensgeschichte
Das Unternehmen hatte seinen Sitz in Westminster (London) in der Nähe von Westminster Abbey. Im Februar 1922 begann die Produktion von Personenkraftwagen, die im gleichen Jahr wieder endete. Der Markenname lautete Abbey.

## Fahrzeuge
Das einzige Modell Ten war ein konventioneller leichter Wagen. Eine Besonderheit stellte das Friktions- bzw. Reibradgetriebe dar. Ein Vierzylinder-Reihenmotor von Coventry-Simplex mit 1498 cm³ Hubraum und 10,8 RAC Horsepower trieb die Fahrzeuge an. Die Lenkung stammte von der Firma Marles. Die einzige Karosserievariante war die eines zweisitzigen Roadster mit Schwiegermuttersitz. Der Verkaufspreis betrug 315 Pfund.